# Sogeti
Sogeti (französisch: Société pour la gestion de l'entreprise et traitement de l'information, Gesellschaft für Unternehmensführung und Informationsverarbeitung) ist ein IT-Unternehmen mit Schwerpunkt auf Software-Tests- und Qualitätsmanagement-Dienstleistungen.

## Geschichte
Sogeti wurde im Oktober 1967 durch Serge Kampf in Grenoble (Frankreich) gegründet. Im Jahre 1973 erlangte Sogeti eine Mehrheitsbeteiligung an dem europäischen Unternehmen CAP. 1974 wurde das US-amerikanische Unternehmen Gemini Computer Systems übernommen. 1975 wurden die drei Unternehmen zusammengelegt und bildeten zusammen die CAP Gemini Sogeti. 1996 wurde der Name vereinfacht zu Capgemini. 2002 wurde durch Capgemini der Markenname Sogeti neu auf dem Markt etabliert. Sogeti ist seitdem eine Schwester von Capgemini. Nach eigenen Angaben ist Sogeti in weltweit 15 Ländern vertreten.